# Sân bay Aldan
Sân bay Aldan (IATA: ADH, ICAO: UEEA) là một sân bay ở Cộng hòa Sakha, Nga, cách thị trấn Aldan 1 km về phía đông.

## Hãng hàng không và điểm đến
| Hãng hàng không | Các điểm đến |
| --------------- | ------------ |
| Polar Airlines  | Yakutsk      |